# Воспоминание...
«Воспоминание...» — советский чёрно-белый широкоэкранный художественный фильм 1977 года, снятый режиссёром Виталием Кондратовым по сценарию Евгения Митько на киностудии имени Александра Довженко.
Премьера фильма состоялась 30 марта 1978 года. Фильм посмотрели 8,4 млн зрителей.

## Сюжет
Бывший детдомовец Валентин Рог вернулся в родной город, где детство провёл во время войны. Он и другие детдомовцы присоединяются к сопротивлению оккупантам, распространяя информацию и помогая партизанам. Когда немцы пытаются использовать их детей как доноров, ребята находят спасение благодаря помощи партизан и жителей города.

## В ролях
- Любовь Омельченко — Настя, мать Аистёнка
- Лёня Варганов — Коля Фастенко
- Оксана Алексеева — Галя Олешко
- Владимир Чубарев — Валька Рог
- Стефания Станюта — бабушка Пчёлка
- Леонид Яновский — Петишкин
- Герман Царёв — Каракатица
- Лена Хроль
- Вадим Шумейко
- Анатолий Барчук
- Ирина Бунина — Дора Карповна
- Василий Симчич
- Виктор Панченко
- Татьяна Митрушина

## Съёмочная группа
- Режиссёр: Виталий Кондратов
- Сценарист: Евгений Митько
- Оператор: Валерий Башкатов
- Художник: Виталий Волынский
- Звукорежиссёр: Юрий Рыков
- Композитор: Эдуард Хагагортян

## Съёмки
Съёмки проходили в Евпатории.